# Macha Méril
Macha Méril (Rabat, 3 de septiembre de 1940) es una actriz y escritora francesa.

## Biografía
Méril desciende por su padre de la casa principesca rusa Gagarin y por su madre de una familia noble ucraniana. Apareció en 125 películas entre 1959 y 2012, incluidas las dirigidas por Jean-Luc Godard (Una mujer casada), Luis Buñuel (Belle de jour) y Rainer Werner Fassbinder (Ruleta china).
También apareció en la serie de televisión canadiense Lance et Compte. Logró reconocimiento por sus papeles de Helga Ulmann en Profondo Rosso, de Dario Argento, y en Night Train Murders, de Aldo Lado (1975).

## Filmografía

### Cine y televisión
| Año       | Título                                                    | Personaje                       | Director(a)                       | Observaciones |
| --------- | --------------------------------------------------------- | ------------------------------- | --------------------------------- | ------------- |
| 1960      | La main chaude                                            | Yvette                          | Gérard Oury                       |               |
| 1960      | Une question d'assurance                                  |                                 | Pierre Kast                       |               |
| 1960      | Dow Hour of Great Mysteries                               |                                 | William Graham                    | 1 episodio    |
| 1961      | Route 66                                                  | Perette Dijon                   | Sam Peckinpah                     | 1 episodio    |
| 1961      | Naked City                                                | Gaby                            | William Graham                    | 1 episodio    |
| 1962      | Adorable Liar                                             | Sophie                          | Michel Deville                    |               |
| 1962      | The Sign of Leo                                           | Rubia                           | Éric Rohmer                       |               |
| 1962      | Love on a Pillow                                          | Raphaële                        | Roger Vadim                       |               |
| 1963      | Sweet and Sour                                            |                                 | Jacques Baratier                  |               |
| 1963      | Who's Been Sleeping in My Bed?                            | Jacqueline Edwards              | Daniel Mann                       |               |
| 1964      | A Married Woman                                           | Charlotte                       | Jean-Luc Godard                   |               |
| 1964      | Anatomy of a Marriage: My Days with Jean-Marc             | Nicole                          | André Cayatte                     |               |
| 1964      | Anatomy of a Marriage: My Days with Françoise             | Nicole                          | André Cayatte                     |               |
| 1964      | Les petites demoiselles                                   |                                 | Michel Deville                    | Telefilme     |
| 1965      | Der Ölprinz                                               | Lizzy                           | Harald Philipp                    |               |
| 1965      | Der Fall Han van Meegeren                                 | Tineke van Meegeren             | André Michel                      | Telefilme     |
| 1966      | The Defector                                              | Frieda Hoffmann                 | Raoul Lévy                        |               |
| 1966      | Trois étoiles en Touraine                                 |                                 | Maurice Régamey                   | Telefilme     |
| 1967      | L'horizon                                                 | Elisa                           | Jacques Rouffio                   |               |
| 1967      | Belle de jour                                             | Renée                           | Luis Buñuel                       |               |
| 1968      | Au pan coupé                                              | Jeanne Delaître                 | Guy Gilles                        |               |
| 1968      | Ne jouez pas avec les Martiens                            | Maryvonne Guéguen               | Henri Lanoë                       |               |
| 1968      | L'auréole de plomb                                        |                                 | André Michel                      | Telefilme     |
| 1970      | L'amore coniugale                                         | Leda Pataneo                    | Dacia Maraini                     |               |
| 1971      | We Are All in Temporary Liberty                           | Gisella                         | Manlio Scarpelli                  |               |
| 1972      | La notte dei fiori                                        | Macha                           | Gian Vittorio Baldi               |               |
| 1972      | We Won't Grow Old Together                                | Françoise                       | Maurice Pialat                    |               |
| 1974      | Chinese in Paris                                          | Madeleine Fontanes              | Jean Yanne                        |               |
| 1974      | Amore mio non farmi male                                  | Linda De Simone                 | Vittorio Sindoni                  |               |
| 1974      | Sotto il placido Don                                      | Caterina II                     | Vittorio Cottafavi                |               |
| 1975      | Profondo Rosso                                            | Helga Ulmann                    | Dario Argento                     |               |
| 1975      | The Peaceful Age                                          | Elsa                            | Fabio Carpi                       |               |
| 1975      | Son tornate a fiorire le rose                             | Linda De Simone                 | Vittorio Sindoni                  |               |
| 1975      | Last Stop on the Night Train                              | Mujer en el tren                | Aldo Lado                         |               |
| 1975      | The Last Day of School Before Christmas                   | Egle                            | Gian Vittorio Baldi               |               |
| 1975      | Il registratore                                           |                                 | Gianni Amico                      | Telefilme     |
| 1975      | L'uomo dei venti                                          | Anna                            | Carlo Tuzii                       | Telefilme     |
| 1976      | Chinese Roulette                                          | Traunitz                        | Rainer Werner Fassbinder          |               |
| 1976      | Perdutamente tuo... mi firmo Macaluso Carmelo fu Giuseppe | Valeria Lamia                   | Vittorio Sindoni                  |               |
| 1977      | Pasión                                                    |                                 | Tonino Ricci                      |               |
| 1977      | Delirio d'amore                                           | Bianca                          | Tonino Ricci                      |               |
| 1977      | Peccatori di provincia                                    | Vincenzina Lo Curcio            | Tiziano Longo                     |               |
| 1977      | Una donna di seconda mano                                 | Clelia                          | Pino Tosini                       |               |
| 1977      | Ride bene... chi ride ultimo                              | Esmeralda Benti Contini         | Vittorio Sindoni                  |               |
| 1977      | Emmenez-moi au Ritz                                       | Barbara                         | Pierre Grimblat                   | Telefilme     |
| 1977      | Cinéma 16                                                 | Luce                            | Bernard Dubois                    | 1 episodio    |
| 1978      | Rock 'n' Roll                                             | Annalisa                        | Vittorio De Sisti                 |               |
| 1978      | En l'autre bord                                           | Christine                       | Jérôme Kanapa                     |               |
| 1978      | Robert et Robert                                          | Agathe                          | Claude Lelouch                    |               |
| 1978      | Ridendo e scherzando                                      | Susy                            | Vittorio Sindoni                  |               |
| 1978      | Tanto va la gatta al lardo...                             | Vera                            | Vittorio Sindoni                  |               |
| 1978      | Va voir maman, papa travaille                             | Marianne                        | François Leterrier                |               |
| 1978      | Il y a encore des noisetiers                              | Jacqueline                      | Jean-Paul Sassy                   | Telefilme     |
| 1979      | La promessa                                               | Signora Heller                  | Alberto Negrin                    | Telefilme     |
| 1979      | The Roses of Danzig                                       | Elvira von Lehner               | Alberto Bevilacqua                |               |
| 1979      | Morte a passo di valzer                                   | Flora Drayton                   | Giovanni Fago                     |               |
| 1980      | Tender Cousins                                            | Agnès                           | David Hamilton                    |               |
| 1980      | Caméra une première                                       | Jeanne                          | Jacques Fansten                   | 1 episodio    |
| 1981      | Beau-père                                                 |                                 | Bertrand Blier                    |               |
| 1981      | Les Uns et les Autres                                     | Magda Kremer                    | Claude Lelouch                    |               |
| 1981      | Le bonheur des tristes                                    | Madeleine                       | Caroline Huppert                  | Telefilme     |
| 1981      | La felicità                                               |                                 | Vittorio De Sisti                 |               |
| 1981      | Les enquêtes du commissaire Maigret                       | Lucie Decaux                    | Stéphane Bertin                   | 1 episodio    |
| 1982      | Le crime d'amour                                          | Jeanne Bontemps / Odette Dumont | Guy Gilles                        |               |
| 1982      | Chêne et lapins angora                                    | Anna Grübel                     | Georges Wilson                    | Telefilme     |
| 1982      | L'apprentissage de la ville                               | Madre de Luc                    | Caroline Huppert                  | Telefilme     |
| 1983      | Deadly Circuit                                            | Madeleine                       | Claude Miller                     |               |
| 1983      | Le grand carnaval                                         | Armande Labrouche               | Alexandre Arcady                  |               |
| 1983      | For Those I Loved                                         | Madre de Martin                 | Robert Enrico                     |               |
| 1983      | Lettres du bagne                                          | Anne-Marie Gavrinis             | Jean L'Hôte                       | Telefilme     |
| 1983      | Dorothée, danseuse de corde                               |                                 | Jacques Fansten                   | Telefilme     |
| 1983      | Les poneys sauvages                                       |                                 | Robert Mazoyer                    |               |
| 1983      | Les Uns et les Autres                                     | Magda Kremer                    | Claude Lelouch                    |               |
| 1984      | Les fauves                                                | Sylvia                          | Jean-Louis Daniel                 |               |
| 1984      | Cinéma 16                                                 | Claire                          | Pierre Bureau                     | 1 episodio    |
| 1985      | Vagabond                                                  | Madame Landier                  | Agnès Varda                       |               |
| 1985      | Les Nanas                                                 | Françoise                       | Annick Lanoë                      |               |
| 1985      | Les Rois du gag                                           | Jacqueline                      | Claude Zidi                       |               |
| 1985      | L'homme de pouvoir                                        | Carole Cerf-Lebrun              | Maurice Frydland                  | Telefilme     |
| 1985      | La robe mauve de Valentine                                | Valentine                       | Patrick Bureau                    | Telefilme     |
| 1985      | Colette                                                   | Colette                         | Gérard Poitou-Weber               |               |
| 1985      | Au nom de tous les miens                                  | Madre de Martin                 | Robert Enrico                     |               |
| 1986      | Duet for One                                              | Anya                            | Andrei Konchalovsky               |               |
| 1986      | Suivez mon regard                                         |                                 | Jean Curtelin                     |               |
| 1986      | Macho                                                     | Anne-Marie Dutuillel            | Nicolas Gessner                   | Telefilme     |
| 1986      | Investigatori d'Italia                                    | Caterina                        | Paolo Poeti                       | 1 episodio    |
| 1986-1989 | He Shoots, He Scores                                      | Maroussia Lambert               | Jean-Claude Lord & Richard Martin | 39 episodios  |
| 1987      | Chez le médecin                                           | Madame Desrues                  | Pascal Aubier                     | Corto         |
| 1988      | La trajectoire amoureuse                                  | Babouchka                       | Pascal Aubier                     | Corto         |
| 1988      | L'éloignement                                             | Denise                          | Yves-André Hubert                 | Telefilme     |
| 1989      | La Vouivre                                                | La Rodinet                      | Georges Wilson                    |               |
| 1989-1990 | Laura und Luis                                            | Viscida                         | Frank Strecker                    | 6 episodios   |
| 1991      | Meeting Venus                                             | Miss Malikoff                   | István Szabó                      |               |
| 1991      | Una storia semplice                                       | Madre de Roccella               | Emidio Greco                      |               |
| 1991      | Money                                                     | Madame Varles                   | Steven Hilliard Stern             | Telefilme     |
| 1991      | Les mouettes                                              | Madame Rose                     | Jean Chapot                       | Telefilme     |
| 1992      | Zuppa di pesce                                            | Caterina                        | Fiorella Infascelli               |               |
| 1992      | Double Vision                                             |                                 | Robert Knights                    | Telefilme     |
| 1992      | L'élixir d'amour                                          | Madame Sabodet                  | Claude d'Anna                     | Telefilme     |
| 1992      | Marie-Galante                                             |                                 | Jean-Pierre Richard               |               |
| 1993      | Berlin '39                                                | Madame Vic                      | Sergio Sollima                    |               |
| 1993      | Le Don                                                    | Margherita                      | David Delrieux                    | Telefilme     |
| 1993      | L'éternel mari                                            | Claudia Pogoretz                | Denys Granier-Deferre             | Telefilme     |
| 1994      | Délit mineur                                              | Madeleine                       | Francis Girod                     |               |
| 1994      | Voyage en Pologne                                         | Jeanne                          | Stéphane Kurc                     | Telefilme     |
| 1994      | Ho un segreto con papà                                    |                                 | Gianpaolo Tescari                 | Telefilme     |
| 1995      | Le juge est une femme                                     | Madame Vernier                  | Claude Grinberg                   | 1 episodio    |
| 1996      | Alla turca                                                | Mélanie                         | Macha Méril                       | Telefilme     |
| 1996      | L'île aux secrets                                         |                                 | Bruno Herbulot                    | Telefilme     |
| 1996      | Le crabe sur la banquette arrière                         | Catherine                       | Jean-Pierre Vergne                | Telefilme     |
| 1996      | Morlock                                                   | Juliette d'Ortes                | Yves Boisset                      | 1 episodio    |
| 1997      | Et si on faisait un bébé ?                                | Lucille                         | Christiane Spiero                 | Telefilme     |
| 1998      | A Soldier's Daughter Never Cries                          | Madame Beauvier                 | James Ivory                       |               |
| 1998      | L'inventaire                                              | Viviane Boyelles                | Caroline Huppert                  | Telefilme     |
| 1998      | Belle grand-mère                                          | Babou                           | Marion Sarraut                    | Telefilme     |
| 1999      | In punta di cuore                                         | Mamie Berthe                    | Francesco Massaro                 | Telefilme     |
| 1999      | Tramontane                                                | Bianca                          | Henri Helman                      |               |
| 2000      | Le sciamane                                               | Madre                           | Anne Riitta Ciccone               |               |
| 2001      | Un citronnier pour deux                                   | Hélène                          | Élisabeth Rappeneau               | Telefilme     |
| 2001      | Méditerranée                                              | Carla                           | Henri Helman                      | 2 episodios   |
| 2002      | Âges ingrats                                              | Sabine                          | Cyril Gelblat                     | Corto         |
| 2003      | Rien, voilà l'ordre                                       | Madre de Alexis                 | Jacques Baratier                  |               |
| 2003      | Rien ne va plus                                           | Virginie Maurel de Ronchard     | Michel Sibra                      | Telefilme     |
| 2003      | Belle grand-mère 2 - La trattoria                         | Babou                           | Marion Sarraut                    | Telefilme     |
| 2003      | L'agence coup de coeur                                    | Jeanne                          | Stéphane Kurc                     | 1 episodio    |
| 2004      | Clochemerle                                               | Alphonsine de Courtebiche       | Daniel Losset                     | Telefilme     |
| 2004      | Famille, je vous haime                                    | Jacqueline                      | Laurent Carcélès                  | Telefilme     |
| 2004      | Le fond de l'air est frais                                | Jacqueline                      | Laurent Carcélès                  | Telefilme     |
| 2006      | Mademoiselle Gigi                                         | Mamita                          | Caroline Huppert                  | Telefilme     |
| 2006      | C'est arrivé dans l'escalier                              | Mademoiselle de Tassigny        | Luc Béraud                        | Telefilme     |
| 2006      | Josephine, Guardian Angel                                 | Tania Fournier                  | Laurent Levy                      | 1 episodio    |
| 2007      | René Bousquet ou Le grand arrangement                     | Evelyne Baylet                  | Laurent Heynemann                 | Telefilme     |
| 2009      | Trésor                                                    | Madame Girardon                 | Claude Berri & François Dupeyron  |               |
| 2009      | Hopital                                                   | Rose Marie                      | Maud Geffray & Sebastien Chenut   | Corto         |
| 2010      | Les nuits d'Alice                                         | Bettina                         | Williams Crépin                   | Telefilme     |
| 2012      | Happiness Never Comes Alone                               | Fanfan Keller                   | James Huth                        |               |
| 2012      | Climats                                                   | Henriette Marcenat              | Caroline Huppert                  | Telefilme     |
| 2012      | Malgré-elles                                              | Alice Fabre                     | Denis Malleval                    | Telefilme     |
| 2012      | À dix minutes des naturistes                              | Suzy                            | Stéphane Clavier                  | Telefilme     |
| 2013      | Le bal des secrets                                        | Rose                            | Christophe Barbier                |               |
| 2013      | Doc Martin                                                | Bernadette Derville             | François Velle                    | 1 episodio    |
| 2014      | The Price of Fame                                         | Oona Chaplin                    | Xavier Beauvois                   |               |
| 2014      | La Trouvaille de Juliette                                 | Juliette                        | Jérôme Navarro                    | Telefilme     |
| 2016      | Alliances rouge sang                                      | Béatrice                        | Marc Angelo                       | Telefilme     |
| 2016      | Mongeville                                                | Natasha de Frénac               | René Manzor                       | 1 episodio    |
| 2017      | Mr. Stein Goes Online                                     | Marie                           | Stéphane Robelin                  |               |
| 2019      | L'enfant que je n'attendais pas                           | Christine                       | Bruno Garcia                      | Telefilme     |